# Verbascum nobile
Verbascum nobile är en flenörtsväxtart som beskrevs av Josef Velenovský. Verbascum nobile ingår i släktet kungsljus, och familjen flenörtsväxter. Inga underarter finns listade i Catalogue of Life.